# Sverdrup (jednostka)

Sverdrup (Sv) – jednostka transportu objętości wody w prądach oceanicznych, używana w oceanografii. Jest równoważna 106 metrów sześciennych na sekundę. Sverdrup nie należy do układu miar SI i jego symbol jest taki sam jak siwerta.
Transport w Prądzie Zatokowym zmienia się od 30 Sv przy Florydzie do 150 Sv na 55° długości geograficznej. Transport wszystkich wód z rzek do oceanu wynosi około 1 Sv.